# صوفیا پولگار
صوفیا پولگار (مجاری: Polgár Zsófia, تلفظ‌شده به صورت [ˈpolɡa:r ˈʒo:fiɒ]؛ متولد ۲ نوامبر ۱۹۷۴) یک بازیکن شطرنج، معلم و هنرمند مجاری و اسرائیلی است. او دارای عنوان‌های فیده استاد بین‌المللی (IM) و استاد بین‌المللی زنان (WGM) است. او که پیش‌تر یک پدیده شطرنج بود، خواهر وسطی دو استاد بزرگ شطرنج، سوزان پولگار و یودیت پولگار است. او برای مجارستان در چهار المپیاد شطرنج شرکت کرده و دو مدال طلا تیمی، یک مدال نقره تیمی، سه مدال طلای فردی و یک مدال برنز فردی کسب کرده است.

## زندگی‌نامه

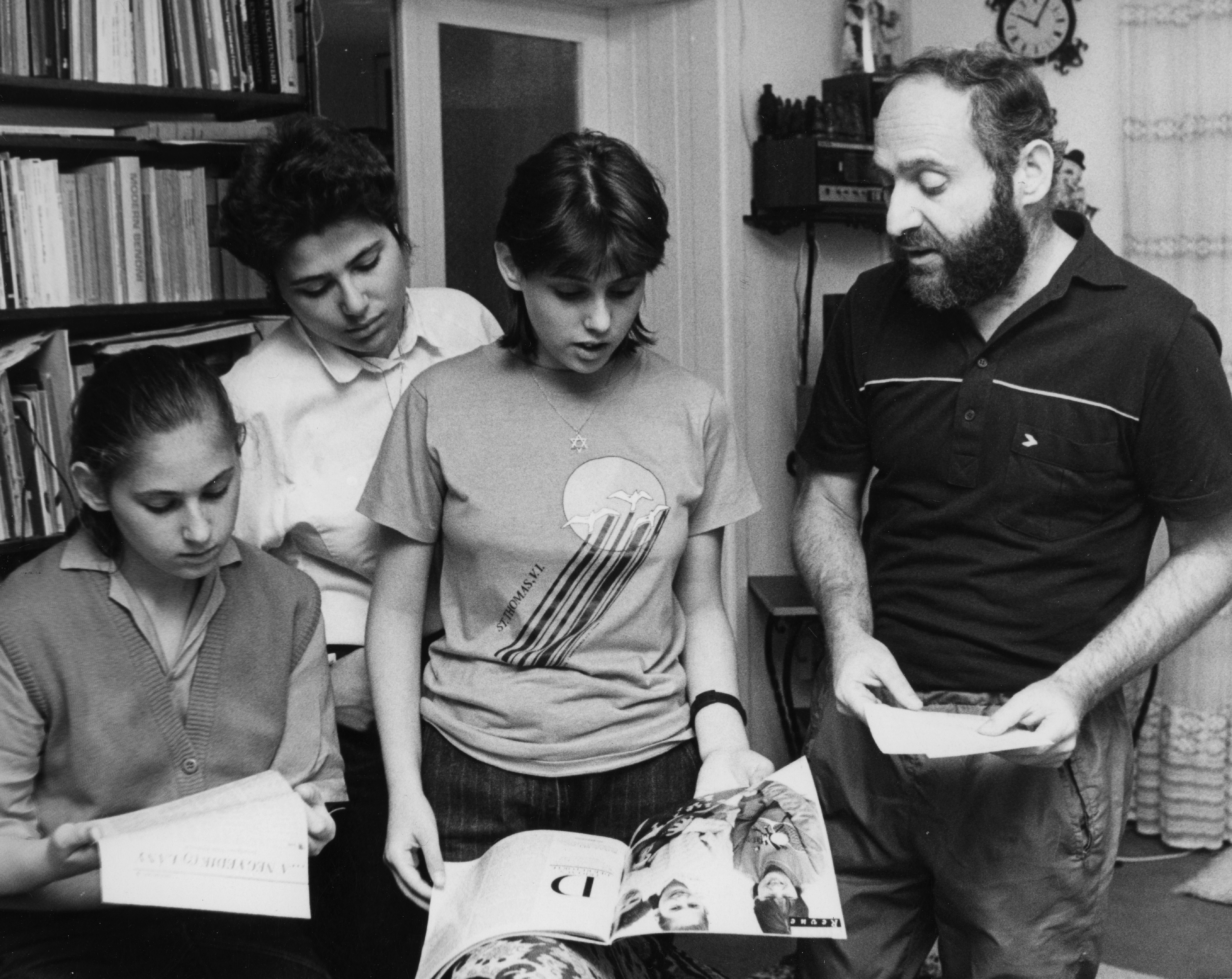
Judit, Zsuzsa, Zsófia و László Polgár، ۱۹۸۹

پولگار در یک خانواده تاریخ یهودیان در مجارستان در بوداپست متولد شد. او و دو خواهرش بخشی از یک آزمایش آموزشی بودند که توسط پدرشان لاشلو پولگار انجام شد، به‌منظور اثبات این‌که کودکان می‌توانند دستاوردهای استثنایی داشته باشند اگر از سنین بسیار پایین در رشته‌های خاص آموزش ببینند—تهیسس لَشلو این بود که «نابغه‌ها ساخته می‌شوند، نه متولد می‌شوند». او و همسرش کلارا سه دختر خود را در خانه آموزش دادند و شطرنج به عنوان رشته تخصصی انتخاب شد. آنها همچنین دخترانشان را به زبان بین‌المللی اسپرانتو آموختند.

## حرفه

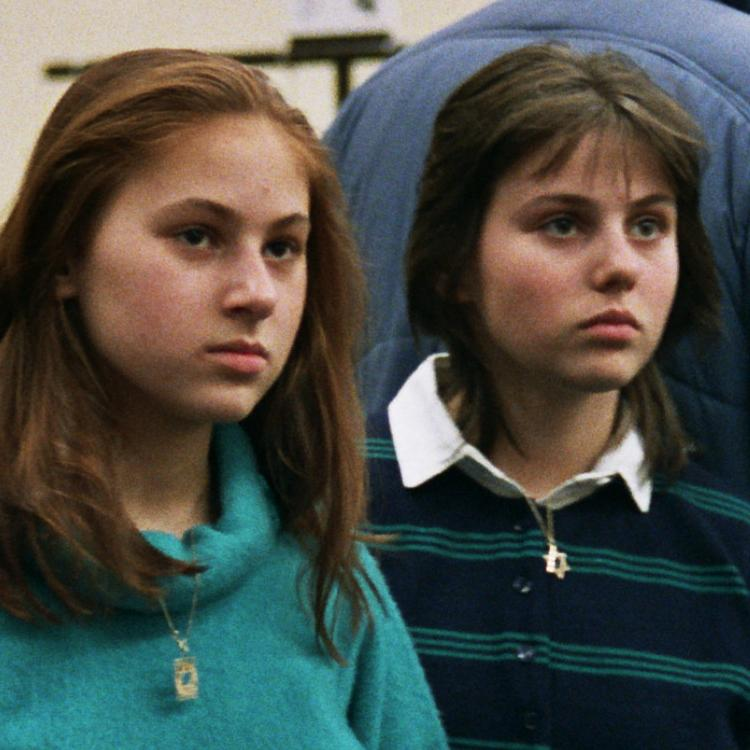
صوفیا پولگار (در سمت راست) با خواهرش یودیت پولگار در سال ۱۹۸۸

در مسابقات جهانی شطرنج جوانان ۱۹۸۶، او به مقام دوم رسید و ژوئل لوتیه را شکست داد و به عنوان قهرمان جهانی زیر ۱۴ سال دختران معرفی شد.
در سال ۱۹۸۹، در سن ۱۴ سالگی، او با عملکرد شگفت‌انگیز خود در یک تورنمنت در رم که به نام «غارت رم» شناخته شد، دنیای شطرنج را شگفت‌زده کرد. او این تورنمنت را که شامل چندین استاد بزرگ قدرتمند بود با امتیاز ۸٫۵ از ۹ برد و برنده شد. رتبه عملکردی او طبق New in Chess برابر با ۲۸۷۹ بود که یکی از قوی‌ترین عملکردها در تاریخ به حساب می‌آید.
پولگار در سال ۱۹۹۴ در مسابقات شطرنج قهرمانی جوانان جهان در ماتینیوس، برزیل، به مقام دوم رسید و به هلگی گراتارسان باخت.
او در چهار المپیاد شطرنج برای تیم مجارستان بازی کرد و چندین مدال تیمی و فردی به دست آورد.
- المپیاد شطرنج ۱۹۸۸، (رزرو) +۳=۳–۱، مدال طلا تیمی
- المپیاد شطرنج ۱۹۹۰، (برد سوم) +۱۱=۱−۱، مدال طلا تیمی، مدال طلا فردی
- المپیاد شطرنج ۱۹۹۴، (برد دوم) +۱۱=۳−۰، مدال نقره تیمی، مدال طلا فردی، بهترین عملکرد رتبه‌بندی
- المپیاد شطرنج ۱۹۹۶، (برد اول) +۷=۶−۱، مدال برنز فردی

برای مدتی، پولگار به عنوان ششمین بازیکن زن قوی در جهان رتبه‌بندی شد. او از سال ۲۰۰۳ شطرنج کمی با رتبه‌بندی فیده بازی کرده است و از ژانویه ۲۰۲۰ (تا آن زمان) هیچ بازی فیده‌ای از ۲۰۱۰ به بعد نداشته است. در یک زمان او ویکتور کورچنوی را در یک بازی شطرنج سرعتی شکست داد.
در تابستان ۱۹۹۳، بابی فیشر از لاشلو پولگار و خانواده‌اش در مجارستان دیدن کرد. تمام خواهران پولگار (یودیت پولگار، سوزان پولگار و سوفیا پولگار) با فیشر چندین بازی شطرنج ۹۶۰ بازی کردند. در یک زمان سوفیا سه بازی پیاپی فیشر را شکست داد.

## جوایز
پولگار در طول دوران حرفه‌ای خود جوایز و افتخارات زیادی کسب کرده است. برخی از مهم‌ترین جوایز و دستاوردهای او عبارتند از:
مدال‌های تیمی و فردی در المپیادهای شطرنج زنان:
در المپیاد شطرنج ۱۹۹۰، او مدال طلا تیمی و طلا فردی را به دست آورد.
در المپیاد شطرنج ۱۹۹۴، مدال نقره تیمی و مدال طلا فردی به همراه بهترین عملکرد رتبه‌بندی را کسب کرد.
همچنین در المپیاد شطرنج ۱۹۹۶، مدال برنز فردی را به‌دست آورد.
رتبه‌بندی‌ها و دستاوردهای فردی:
برای مدت زمانی، پولگار به عنوان یکی از قوی‌ترین بازیکنان زن شطرنج در جهان شناخته می‌شد و در برخی از دوره‌ها به عنوان ششمین بازیکن زن برتر دنیا رتبه‌بندی شد.
جوایز در بازی‌های سرعتی:
او در یک بازی شطرنج سرعتی ویدیویی، ویکتور کورچنوی، یکی از بزرگ‌ترین شطرنج‌بازان تاریخ را شکست داد که خود یک دستاورد بزرگ محسوب می‌شود.

## زندگی شخصی
در ۷ فوریه ۱۹۹۹، پولگار با استاد بزرگ اسرائیلی یونا کوشاشویلی و علیا. ازدواج کرد. آنها دو فرزند به نام‌های آلون و یوآو دارند. والدین پولگار بعداً به اسرائیل پیوستند. او و خانواده‌اش مدتی در تورنتو زندگی کردند تا شوهرش بتواند تحصیلات و تخصص پزشکی خود را ادامه دهد. سپس در سال ۲۰۱۲ به اسرائیل بازگشتند و در نزدیکی تل‌آویو ساکن شدند.

## کتاب‌ها
خودزندگی‌نامه سوفیا پولگار در سال ۲۰۲۳ توسط انتشارات راسل منتشر شد. هنرمند شگفت‌انگیز – تاکتیکی خطرناک یک کتاب منحصر به فرد است که شامل بازی‌های انتخابی شطرنج نویسنده و آثار هنری با تم شطرنج است. او دیدگاه خود را در مورد بزرگ شدن در خانواده‌ای خاص از قهرمانان شطرنج بیان می‌کند. بیشتر تصاویر شامل عکس‌ها و نقاشی‌ها به‌صورت رنگی کامل ارائه می‌شوند و توضیحات تاکتیکی برای بازیکنان باشگاهی بسیار آموزنده است. این کتاب شامل داستان‌های داخلی دربارهٔ خواهران پولگار، ویکتور کورچنوی و بابی فیشر است.
باشگاه شطرنج من ۲۰۲۰، هم‌نویسنده با دیوید کوهن. نقاشی‌های آبرنگی توسط سوفیا خوانندگان جوان را به دنیای شگفت‌انگیز شطرنج دعوت می‌کند.
سوفیا با مشاوره و نقاشی، مجموعه کتاب‌های قصر شطرنج از یودیت پولگار را تألیف کرده است که در سال ۲۰۱۵ در فرانکفورت جایزه ویژه بهترین مواد آموزشی اروپا را دریافت کرد. این کتاب‌ها با موفقیت در صدها مدرسه در مجارستان استفاده می‌شوند و بخشی از برنامه درسی ملی مجارستان هستند. هدف از آن‌ها بهبود مهارت‌های مختلف مانند حل مسئله، تفکر استراتژیک و بیشتر به روشی سرگرم‌کننده با کمک شطرنج است.